# أرشيبالد هل
أرشيبالد فيفيان هل (بالإنجليزية: Archibald Vivian Hill)‏ ـ (بريستول، 26 سبتمبر 1886 ـ كامبريدج، 3 يونيو 1977) كان عالم فيزيولوجيا بريطانيًا، حصل على جائزة نوبل في الطب لعام 1922 مناصفة مع الألماني أوتو مايرهوف لأبحاثه حول إنتاج الحرارة والفعل الميكانيكي للعضلات. يعد هو وهرمان فون هلمهولتز مؤسسي علم الفيزياء الحيوية.

## سيرته
ولد هل في بريستول، وتعلم بكلية الثالوث (ترينيتي كوليدج) في كامبردج، حيث تفوق في الرياضيات، غير أنه حوّل مساره إلى علم وظائف الأعضاء. كان من بواكير أبحاثه في علم وظائف الأعضاء وصفه لما سُمّي فيما بعد بحركية ميكايليس-مينتن ووضعه لمعامل هل. وتعد الورقة البحثية التي نشرها هل سنة 1909 (أثناء عمله تحت إشراف جون نيوبورت لانغلي) من الأبحاث الرائدة في تاريخ نظرية المستقبلات.

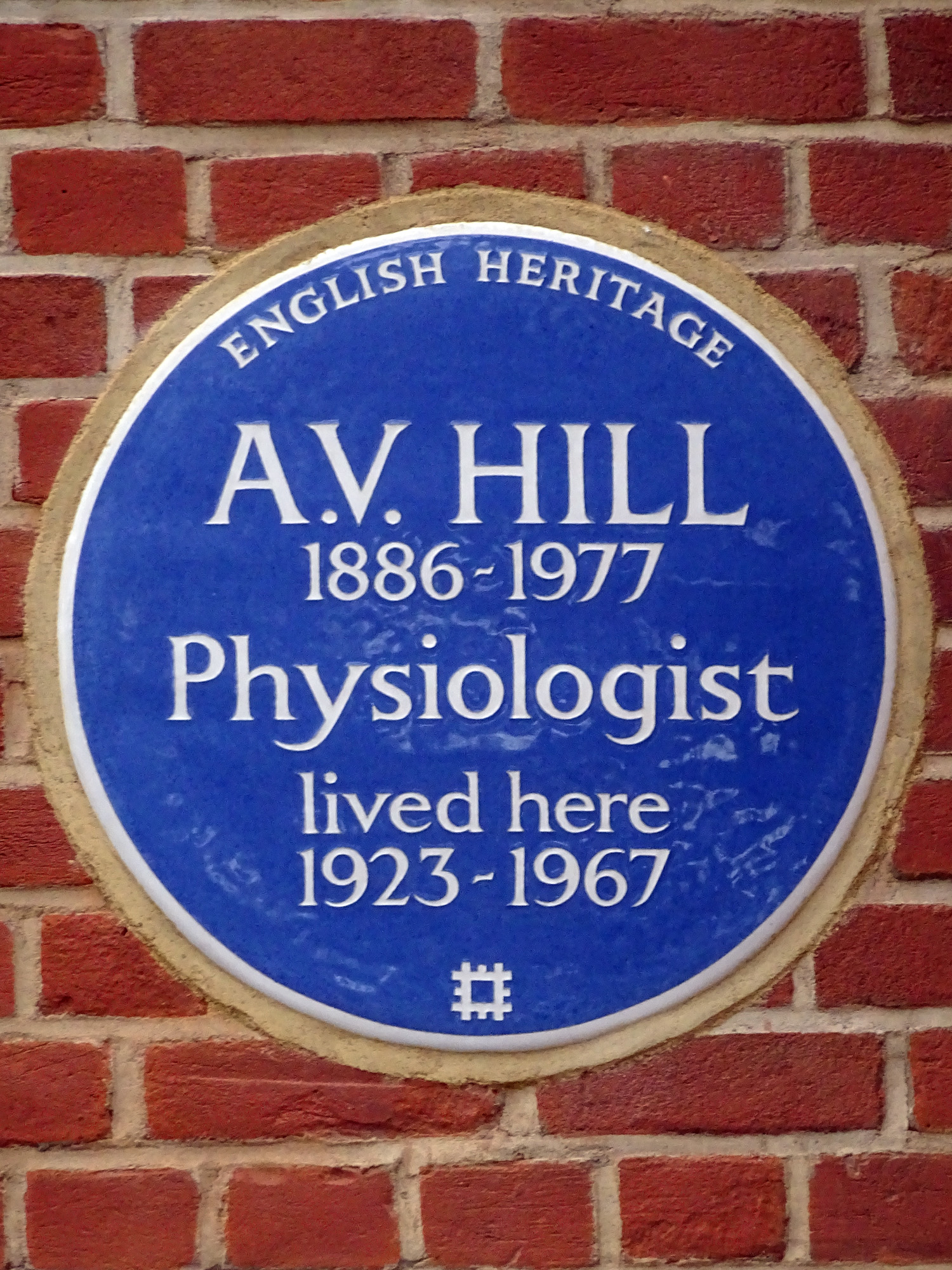
لوحة زرقاء في 16 طريق بيشوبسوود ، هاي جيت.

قام بالعديد من القياسات المتعلقة بفيزياء الأعصاب والعضلات، وأجرى تجارب حول إنتاج العضلات للحرارة أثناء انقباضها، مستخدمًا أجهزة أمده بها عالم وظائف الأعضاء السويدي ماغنوس بليكس، كما أجرى قبل الحرب العالمية الأولى وبعدها أبحاثًا في أفرع مختلفة من علم وظائف الأعضاء بالتعاون مع زملاء في كامبردج وألمانيا وغيرهما.

## فسيولوجيا العضلات
أجرى هيل العديد من القياسات الدقيقة للحرارة المنبعثة عندما تنقبض عضلات الهيكل العظمي وتسترخي، كان الاكتشاف الرئيسي هو أن الحرارة تنتج أثناء الانكماش، الأمر الذي يتطلب استثمار الطاقة الكيميائية ولكن ليس أثناء الاسترخاء وهو أمر سلبي، استخدمت قياساته الأولى المعدات التي تركها عالم الفيزيولوجيا السويدي ماغنوس بليكس حيث قاس هيل ارتفاعًا في درجة الحرارة بلغ 0.003 درجة مئوية فقط، بعد النشر علم أن علماء وظائف الأعضاء الألمان قد أبلغوا بالفعل عن تقلص الحرارة والعضلات وذهب إلى ألمانيا لمعرفة المزيد عن عملهم، لقد قام باستمرار بتحسين أجهزته لجعله أكثر حساسية ولتقليل الفاصل الزمني بين الحرارة المنبعثة من المستحضر وتسجيله بواسطة المزدوجات الحرارية الخاصة به.
يعتبر هيل إلى جانب هيرمان هيلمهولتز أحد مؤسسي الفيزياء الحيوية.
عاد هيل لفترة وجيزة إلى كامبريدج في عام 1919 قبل أن يتولى كرسي علم وظائف الأعضاء في جامعة فيكتوريا في مانشستر عام 1920 خلفًا لوليام ستيرلنغ، أوضح هيل العمليات التي يتم من خلالها إنتاج العمل الميكانيكي في العضلات، شارك الاثنان في جائزة نوبل عام 1922 في علم وظائف الأعضاء والطب لهذا العمل، قدم هيل مفاهيم الحد الأقصى لامتصاص الأكسجين في عام 1922.

## الحياة الشخصية
في عام 1913 تزوج مارغريت نيفيل كينز (1885-1974) ابنة الاقتصادي جون نيفيل كينز، وشقيقة الاقتصادي جون ماينارد كينز والجراح جيفري كينز، أنجبا ولدين وبنتين:
بولي هيل (1914-2005) اقتصادية.
ديفيد كينز هيل (1915-2002) عالم فيزيولوجي تزوج من ستيلا ماري همفري.
موريس هيل (1919-1966) عالم المحيطات تزوج فيليبا باس
تزوجت جانيت هيل (1918-2000) طبيبة نفس الأطفال من عالم المناعة جون هربرت همفري

## الجوائز والتكريم
- وسام الإمبراطورية البريطانية من رتبة قائد (1918)
- زميل الجمعية الملكية (1918)
- جائزة نوبل في الطب (1922)
- وسام رفيق الشرف (1946)
- وسام كوبلي من الجمعية الملكية (1948)

## وصلات خارجية
- أرشيبالد هل على موقع الموسوعة البريطانية (الإنجليزية)
- أرشيبالد هل على موقع مونزينجر (الألمانية)
- أرشيبالد هل على موقع إن إن دي بي (الإنجليزية)
- هل ، آرشيبالد فيفيان - موسوعة المورد، منير البعلبكي، 1991